# Blake Lively
Blake Ellender Lively (* 25. srpna 1987 Tarzana, Kalifornie) je americká herečka a modelka, která ztvárnila jednu z hlavních postav Sereny van der Woodsen v americkém televizním seriálu Super drbna. Dále se objevila ve filmech Sesterstvo putovních kalhot, Soukromé životy Pippy Lee, Divoši, Green Lantern a Věčně mladá.
V roce 2012 se provdala za herce Ryana Reynoldse. Mají tři dcery - James, Ines a Betty. V roce 2023 se jim narodilo čtvrté dítě Olin.

## Životopis
Narodila se jako poslední z pěti dětí do umělecky založené rodiny. Jejím otcem je herec Ernie Lively, matka se jmenuje Elaine. Její sourozenci jsou Eric, Jason a sestry Robyn a Lori, kteří měli také filmové ambice, a proto bylo téměř jasné, že i nejmladší člen rodiny půjde v jejich stopách.
Původně se vůbec herectví nechtěla věnovat, plánovala studovat na Stanfordově univerzitě. Během léta mezi druhým a s třetím ročníkem na Burbank High School navštívila pár konkurzů a v jednom z nich získala roli ve filmu Sesterstvo putovních kalhot.

## Kariéra
Svojí hereckou kariéru zahájila v 10 letech, kdy se objevila ve filmu Sandman, který režíroval její otec. Potom nastala delší pauza, po které se vrátila a v roce 2005 si zahrála roli Bridget ve filmu - Sesterstvo putovních kalhot. Za roli byla v roce 2005 nominována na cenu Teen Choice Award. V roce 2006 si zahrála v hororu Simon Says a účinkovala i ve filmu Accepted.
V roce 2007 přijala roli Sereny van der Woodsenové v seriálu televize The CW Super drbna, který měl premiéru v září roku 2007, kde hrála po boku Leighton Meesterové a Taylor Momsen. Rok poté si znovu zahrála roli Bridget v pokračování filmu Sesterstvo putovních kalhot 2, který získal pozitivní ohlas, stejně jako jeho první díl. V roce 2009 hrála menší roli Gabrielly DiMarco v romantické komedii s názvem New Yorku, miluji Tě!.
Ve filmu Soukromé životy Pippy Lee si zahrála mladší verzi hlavní postavy a získala uznání kritiků. V říjnu 2009 začala natáčet scény pro film Město, ve kterém si zahrála po boku Bena Afflecka. Film měl premiéru 17. září 2010.

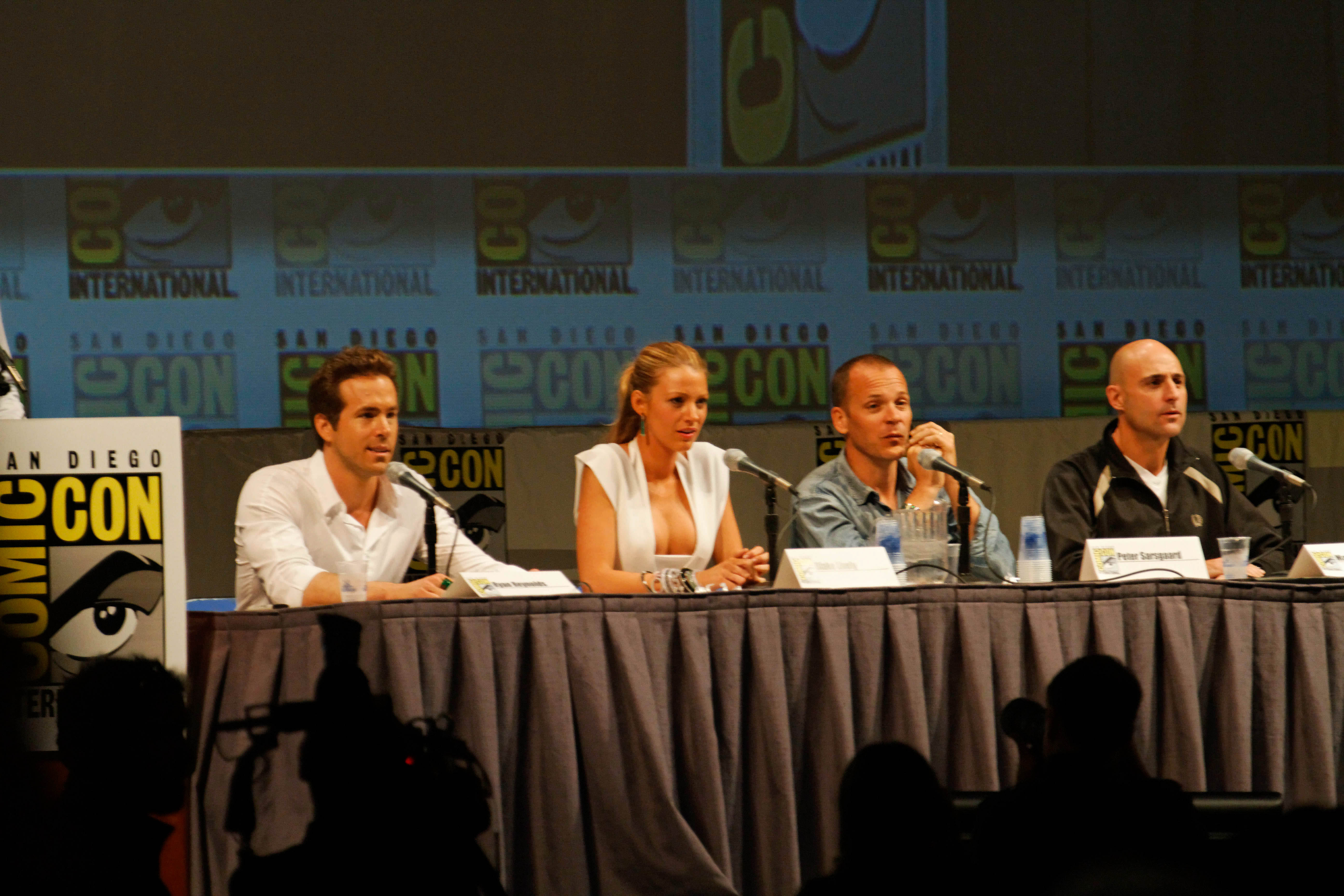
Ryan Reynolds, Blake Lively, Peter Sarsgaard a Mark Strong na Comic Conu na panelu k filmu Green Lantern.

V roce 2011 si zahrála Carol Ferris ve filmu Green Lantern, kde se seznámila s Ryanem Reynoldsem, kterého si o rok později vzala. Film vydělal přes 212 milionů dolarů po celém světě, ale byl považován za velké zklamání.
Díky své kráse byla Blake Lively v roce 2011 zvolena časopisem AskMen první z 99 nejkrásnějších žen světa a stejný rok se stala také tváří kampaně Mademoiselle pro značku Chanel.
V roce 2012 přišla role ve filmu Divoši, ve kterém si zahrála po boku Taylora Kitsche,  Aarona Johnsona,Salmy Hayek a Johna Travolty.
V říjnu 2013 se stala tváří značky L'Oréal. Ten samý měsíc byla obsazena do role Adaline Bowmanové ve filmu Věčně mladá (The Age of Adaline).
V roce 2016 si zahrála v hororovém snímku Mělčiny. Snímek byl kritiky hodnocen pozitivně, obzvlášť její výkon. V roce 2017 se připojila k obsazení filmu Nebezpečná laskavost. Ke konci roku 2017 bylo oznámeno, že si zahraje hlavní ženskou postavu ve filmovém zpracování stejnojmenné novely The Rhytm Section. Film bude mít premiéru dne 22. února 2019.

## Osobní život
V roce 2007 se v Hollywoodu začalo povídat o tom, že Blake chodí se svým kolegou ze seriálu Super drbna Pennem Badgleym. V květnu 2008 poprvé promluvili o svém vztahu, dvojice se ale v září roku 2010 po třech letech rozešla.
Při natáčení filmu Green Lantern se seznámila s Ryanem Reynolsem, kterého si v roce 2012 vzala. 16. prosince 2014 se jim narodila dcera James, 30. září 2016 pak dcera Inez. V květnu 2019 oznámili, že spolu čekají třetí dítě. Na začátku října 2019 se jim narodila třetí dcera Betty. Dne 15. září 2022 se zúčastnila akce v New Yorku k 10. výročí značky Forbes, kde vyšlo najevo, že s manželem čekají čtvrté dítě. Dne 13. února 2023 oznámila přes sociální sítě, že se jim narodilo čtvrté dítě.

## Filmografie

### Film
| Rok  | Název                         | Role                     |  |
| ---- | ----------------------------- | ------------------------ |  |
| 1998 | Sandman                       | Trixie/Zoubková víla     |  |
| 2005 | Sesterstvo putovních kalhot   | Bridget Vreeland         |  |
| 2006 | Bezva vejška                  | Monica Moreland          |  |
| 2006 | Simon říká                    | Jenny                    |  |
| 2007 | Elis a Anabelle               | Anabelle Leigh           |  |
| 2008 | Sesterstvo putovních kalhot 2 | Bridget Vreeland         |  |
| 2009 | New Yorku, miluji Tě!         | Gabrielle DiMarco        |  |
| 2009 | Soukromé životy Pippy Lee     | Mladá Pippa Lee          |  |
| 2010 | Město                         | Kristina "Kris" Coughlin |  |
| 2011 | Green Lantern                 | Carol Ferris             |  |
| 2011 | Fracek                        | Glenda                   |  |
| 2012 | Divoši                        | Ophelia "O" Sage         |  |
| 2015 | Věčně mladá                   | Adaline                  |  |
| 2016 | Mělčiny                       | Nancy Adams              |  |
| 2016 | Café Society                  | Veronica                 |  |
| 2017 | Vidím jenom tebe              | Gina                     |  |
| 2018 | Nebezpečná laskavost          | Emily Nelson             |  |
| 2020 | Rytmická sekce                | Stephanie Patrick        |  |
| 2024 | Imaginární přátelé            | Chobomicka (hlas)        |  |
| 2024 | Námi to končí                 | Lily Bloom               |  |
| 2025 | Nebezpečná laskavost 2        | Emily Nelson             |  |

### Televize
| 2007-12 | Super drbna | Serena van der Woodsen | hlavní role 2007-2012 | Saturday Night Live | Moderátorka | 3 díly |

## Ocenění a nominace
| Rok  | Ocenění                                       | Kategorie                                                | Práce                       | Výsledek  |
| ---- | --------------------------------------------- | -------------------------------------------------------- | --------------------------- | --------- |
| 2005 | Teen Choice Awards                            | objev roku: žena                                         | Sesterstvo putovních kalhot | nominace  |
| 2008 | Teen Choice Awards                            | nejvíce sexy žena                                        | —                           | nominace  |
| 2008 | Teen Choice Awards                            | nejlepší televizní herečka: drama                        | Super drbna                 | vítězství |
| 2008 | Teen Choice Awards                            | televizní objev roku: žena                               | Super drbna                 | vítězství |
| 2008 | Newport Beach Film Festival                   | objev roku                                               | Elvis and Anabelle          | vítězství |
| 2009 | ASTRA Award                                   | nejoblíbenější mezinárodní osobnost televize             | Super drbna                 | nominace  |
| 2009 | Prism Awards                                  | nejlepší výkon v dramatickém seriálu                     | Super drbna                 | nominace  |
| 2009 | Teen Choice Awards                            | nejlepší televizní herečka: drama                        | Super drbna                 | nominace  |
| 2009 | Teen Choice Awards                            | nejvíce sexy žena                                        | —                           | nominace  |
| 2010 | People's Choice Award                         | nejlepší televizní herečka: drama                        | Super drbna                 | nominace  |
| 2010 | Teen Choice Awards                            | nejlepší televizní herečka: drama                        | Super drbna                 | nominace  |
| 2010 | Critics' Choice Movie Awards                  | nejlepší obsazení                                        | Město                       | nominace  |
| 2010 | National Board of Review                      | nejlepší obsazení                                        | Město                       | vítězství |
| 2010 | San Diego Film Critics Society                | nejlepší herečka ve vedlejší roli                        | Město                       | nominace  |
| 2010 | Washington D.C. Area Film Critics Association | nejlepší obsazení                                        | Město                       | vítězství |
| 2011 | People's Choice Award                         | nejlepší televizní herečka: drama                        | Super drbna                 | nominace  |
| 2011 | CinemaCon Award                               | objev roku                                               | —                           | vítězství |
| 2011 | Teen Choice Awards                            | nejlepší filmová herečka: sci-fi/fantasy                 | Green Lantern               | nominace  |
| 2011 | Teen Choice Awards                            | nejlepší televizní herečka: drama                        | Super drbna                 | vítězství |
| 2012 | People's Choice Award                         | nejlepší televizní herečka: drama                        | Super drbna                 | nominace  |
| 2012 | Jupiter Award                                 | nejlepší mezinárodní herečka                             | Green Lantern               | nominace  |
| 2013 | Teen Choice Awards                            | nejlepší televizní herečka: drama                        | Super drbna                 | nominace  |
| 2015 | Teen Choice Awards                            | nejlepší filmová herečka: drama                          | Věčně mladá                 | nominace  |
| 2015 | Teen Choice Awards                            | nejlepší filmový polibek (sdíleno s Michielem Huismanem) | Věčně mladá                 | nominace  |
| 2016 | Cena Saturn                                   | nejlepší filmová herečka                                 | Věčně mladá                 | nominace  |
| 2016 | People's Choice Awards                        | nejlepší filmová herečka: drama                          | Věčně mladá                 | nominace  |
| 2016 | Teen Choice Awards                            | nejstylovější žena                                       | —                           | nominace  |
| 2016 | Teen Choice Awards                            | nejlepší letní filmová hvězda: žena                      | Mělčiny                     | nominace  |
| 2017 | People's Choice Awards                        | nejlepší filmová herečka: drama                          | Mělčiny                     | vítězství |
| 2017 | iHorror Awards                                | nejlepší herečka: horor                                  | Mělčiny                     | nominace  |
| 2017 | Jupiter Award                                 | nejlepší mezinárodní herečka                             | Mělčiny                     | nominace  |